# Hvilans Mekaniska Verkstad

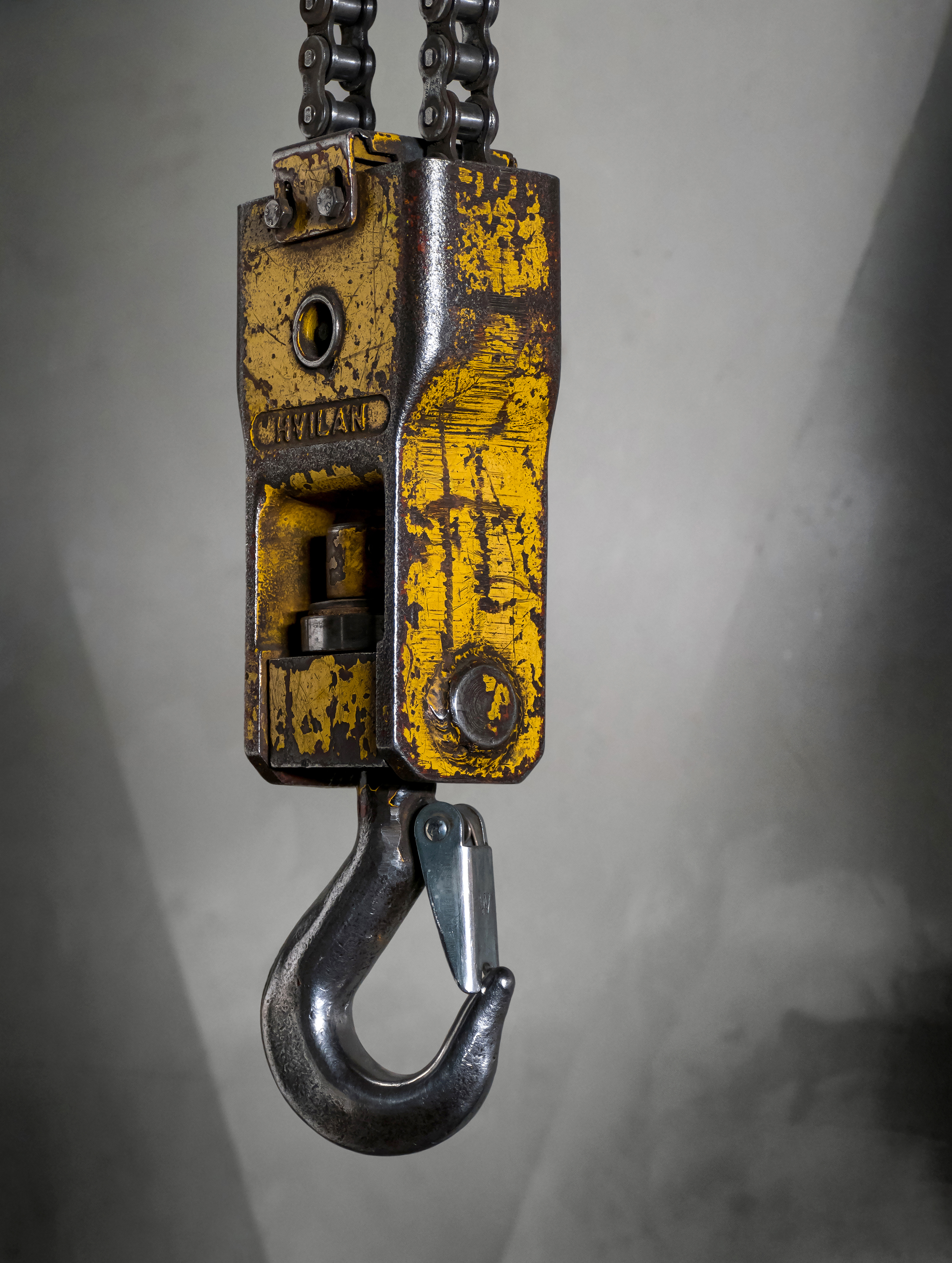
En krok tillverkad av Hvilans Mekaniska Verkstad.

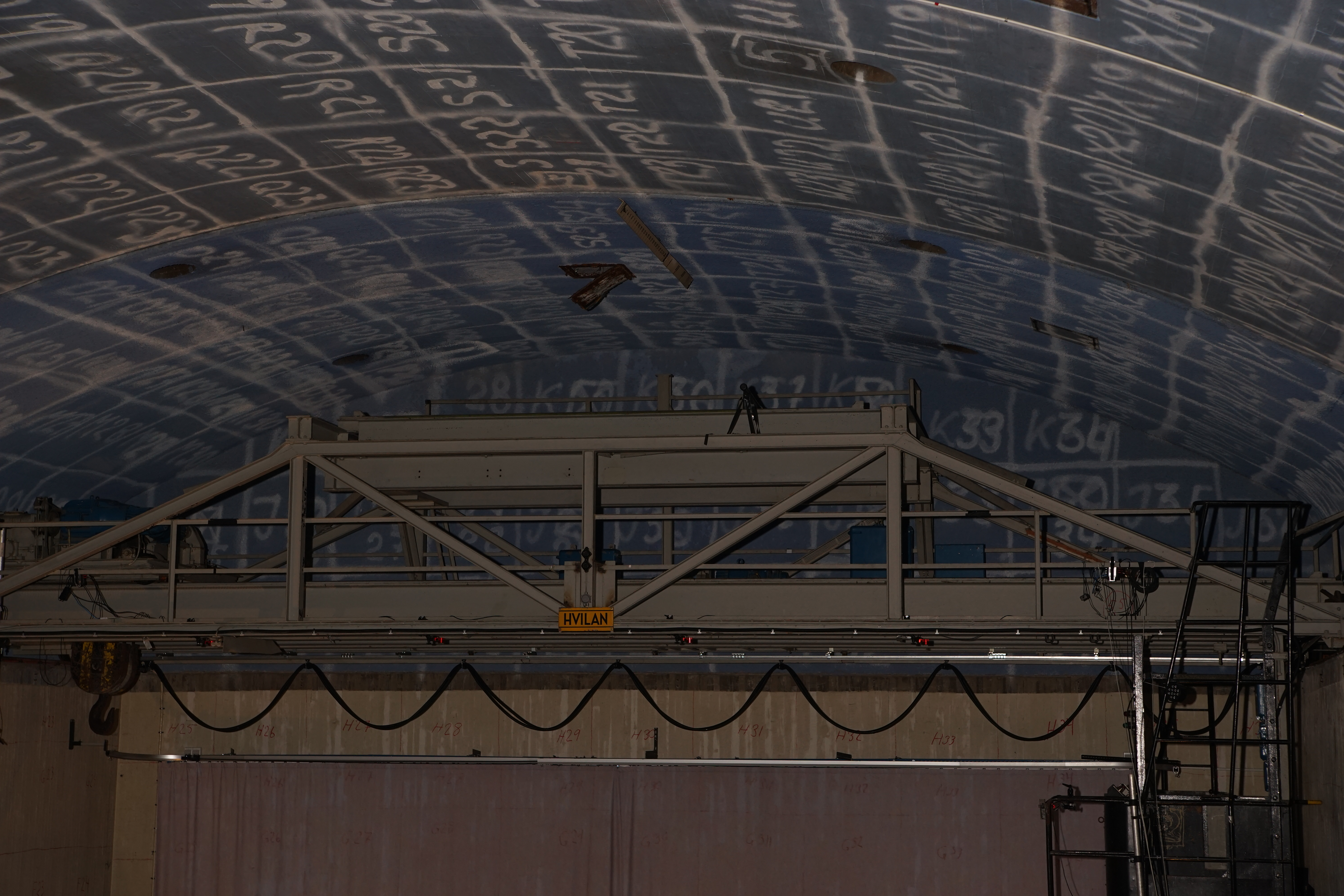
Traverskran ovanför före detta kärnreaktorn KTH R1.

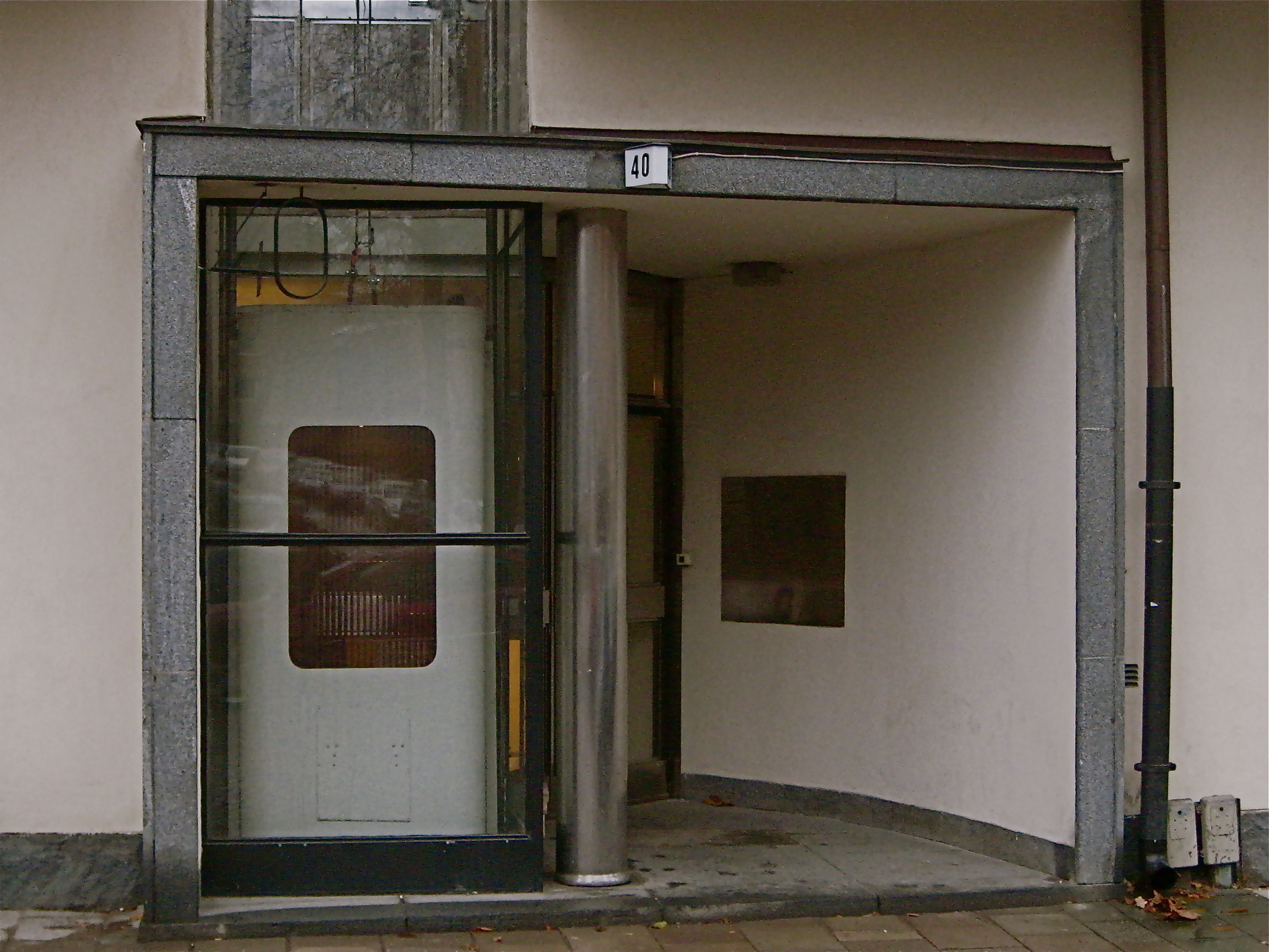
Hiss tillverkad av Hvilan på Erik Dahlbergsgatan 40 i Stockholm

Hvilans Mekaniska Verkstad (HMV) i Kristianstad var ett företag som bildades 1881 av fabrikör P. Karlsson, ingenjör L. P. Åkerman och kassör P. Månsson under namnet Hvilans Gjuteri och Mek. Verkstad och var lokaliserat till Långebrogatan på Vilan.

## Historia
Från år 1889 blev fabrikör P. Karlsson ensam ägare till företaget som tio år senare ombildades till aktiebolag. L-P Åkerman var densamme som köpte ett gjuteri i Eslöv och drev det under namnet L.P. Åkermans Gjuteri & Mekaniska Verkstad, Eslöv.
En strejk på Hvilan var en viktig del i det tillkom kollektivavtal på svensk arbetsmarknad.
De första åren var kunderna främst lokala lantbrukare och industrier och man tillverkade framför allt lantbruksredskap samt maskiner och apparater för mejerier, brännerier och stärkelsefabriker. Sedermera tillverkades även ångpannor, ångmaskiner och lokomobiler. Efter sekelskiftet 1900 blev man allt mera specialiserad på olika lyftanordningar, telfrar, traverser och lyftkranar av olika slag. Det var marknaden från stenbrotten övergång till stordrift som orsakade övergången till lyftverktyg. 1931 var tillverkningsvärdet omkring 1 mill. kronor per år. Bolagets aktiekapital var 394 500 kronor, och antal arbetar omkring 125.  Från 1922 tillverkades även person- och varuhissar. 1945 köptes företaget av Arboga Maskiner och då satsade Hvilans mekaniska mer på lyftanordningar.
1950 inköptes hissverksamheten av ASEA och lades ned 1951. Företaget fortsatte  framgångsrikt satsningen på lyft- och hanteringsutrustningar. 1975 såldes företaget till Karlskronavarvet AB och två år därefter till ASEA. Stålkrisen drabbade samma år indirekt företaget, som förlorade nedlagda projekteringskostnader för en order från Stålverk 80. Den 17 maj 1980 såldes Hvilan till den finska hisstillverkaren Kone.